# Diafounou Gory
Diafounou Gory è un comune rurale del Mali facente parte del circondario di Yélimané, nella regione di Kayes.
Il comune è composto da 14 nuclei abitati:
- Bangassi
- Gakhé Fily
- Guidéouré
- Guiffi
- Hamdallaye
- Koméoulou
- Lee Gayel Sow
- Lee Sarakolé
- Lee Hamet Diallo
- Mounia
- Ouloguéla
- Sakaradji
- Sambaga
- Tambacara (centro principale)